# جاكسون تيت
جاكسون تيت (بالإنجليزية: Jackson Tate)‏ هو دبلوماسي وضابط أمريكي، ولد في 15 أكتوبر 1898، وتوفي في 19 يوليو 1978 في أورنج بارك في الولايات المتحدة بسبب سرطان.